# كشف (عروض)
الكَشْفُ أو الكَسْفُ هو عند العروضيين حذف حرف متحرك آخر الوتد المفروق. والمكشوف في عروض البحر السريع هو الجزء الذي هو مفعولن أصله مفعولات، حذفت التاء فبقي مفعولا فنقل في التقطيع إلى مفعولن.